# غو (لغة برمجة)
غو (بالإنجليزية: GO) هي لغة برمجة مفتوحة المصدر من تطوير شركة جوجل. التصميم الأول للغة كان عام 2007 على يد روبرت غريسيمر وروب بايك وكِن ثومبسون. تم الإعلان رسمياً عن اللغة في نوفمبر 2009، مع تطبيقات صدرت لنظام التشغيل لينُكس وماك. وقت صدورها، لم تعتبر جاهزة ليتم تبنيها في بيئات الإنتاج. في مايو 2010 صرح روب بايك علناً بأنه يتم استخدام اللغة لبعض الأمور المهمة في أنظمة جوجل.

## تعريف
لغة غو (Go Lang) هي لغة ثابتة الأنواع Statically-typed, ذات مجمّع نفايات تلقائي Garbage-collected, يجري تجميعها Compiled إلى لغة الآلة Native, وتركّز على المعالجة المتوازية Concurrency بشكل قوي ومدعوم ولذلك نلحظ تميزها في مجال الخوادم Servers.

## الشعبية
دخلت لغة غو فهرس تيوبي للغات البرمجة الأكثر شعبية وحصلت على المركز الخامس عشر، لغات أخرى مثل باسكال حصلت على المركز 25 في الأول من نوفمبر.

## أمثلة
برنامج أهلا بالعالم باستخدام جو
```
package
 
main

import
 
"fmt"

func
 
main
()
 
{

	
fmt
.
Println
(
"Hello, World"
)

}

```

مثال آخر للبرمجة المتزامنة:
```
package
 
main

import
 
(

	
"fmt"

	
"time"

)

func
 
taskOne
()
 
{

	
for
 
i
 
:=
 
0
;
 
i
 
<
 
10
;
 
i
++
 
{

		
time
.
Sleep
(
time
.
Second
 
*
 
1
)

		
fmt
.
Println
(
"task one in step : "
,
 
i
)

	
}

	
fmt
.
Println
(
"Task One is done"
)

}

func
 
taskTwo
()
 
{

	
for
 
i
 
:=
 
0
;
 
i
 
<
 
10
;
 
i
++
 
{

		
fmt
.
Println
(
"task two in step: "
,
 
i
)

		
time
.
Sleep
(
time
.
Second
 
*
 
1
)

	
}

	
fmt
.
Println
(
"Task tow is Done"
)

}

func
 
main
()
 
{

	
go
 
taskOne
()

	
go
 
taskTwo
()

	
time
.
Sleep
(
time
.
Second
 
*
 
10
)

}

```

يحتوي هذا البرنامج على مهمتين. كل مهمة تتطلب 10 ثواني للإنهاء. ما مجموعه 20 ثانية. لكن المهمتين يتم تنفيذهما بالتزامن. لذلك لا يتطلب البرنامج أكثر من 10 ثواني لإتمام المهمتين.

## وصلات خارجية
- الموقع الرسمي